# Buathra excavata
Buathra excavata là một loài tò vò trong họ Ichneumonidae.